# KBC (média)
Pour les articles homonymes, voir KBC (homonymie).
KBC (كا بي سي), est une chaîne de télévision généraliste privée algérienne basée à Alger lancée en 25 décembre 2013, et fermé à la fin de 2017.
Elle est une filiale du groupe El Khabar.

## Organisation

### Dirigeants
Président du conseil d'administration du groupe El Khabar
- Zahr Eddine Smati

Directeur général
- 2013–2016 : Ali Djerri
- Depuis 2016 : Mehdi Ben Aissa

## Programmes

### Information
- KBC News
- An-Nashrah ar-Ra’īsiyyah (18 h 30 (AST))

### Émissions de télévision
- Al-Ḥayāt aṭ-Ṭabī‘iyyah
- ’Ālā’ Mansiyyah
- Blādi Zīna
- Food Lab
- #Hashtag : ‘Aynun ‘alā al-Web
- Ḥkāyah fī Ghnāyah
- Jurnān El Gusto
- Kīfāsh M‘a Remḍān
- Mawāqīt al-Ifṭār
- Nās Sṭeḥ
- Nesmet Ṣīf
- Shedd Rāsek
- Star Academy Arabia
- Taxi al-Mezhūr
- US Box Office
- Zāwiyat al-Ḥadath

### Feuilletons et séries télévisées
- Haziran Gecesi
- Saïd 0015
- Darna show
- houma w hna

## Présentateurs, passés ou présents
- Mohamed Hemmadi
- Nabil Mghiref
- Farah Yasmine

## Diffusion
- KBC TV est disponible sur le satellite Nilesat à la fréquence 11958 h 27500.
- Après des problèmes financières l'administration d'El Khabar a décidé de la fermée en 2017.

## Identité visuelle

### Slogans
- Pendant ramadan : تحلى لمّتنا (Taḥlá Lemmetnā?)